# Jean Raulin
Pour les articles homonymes, voir Raulin.

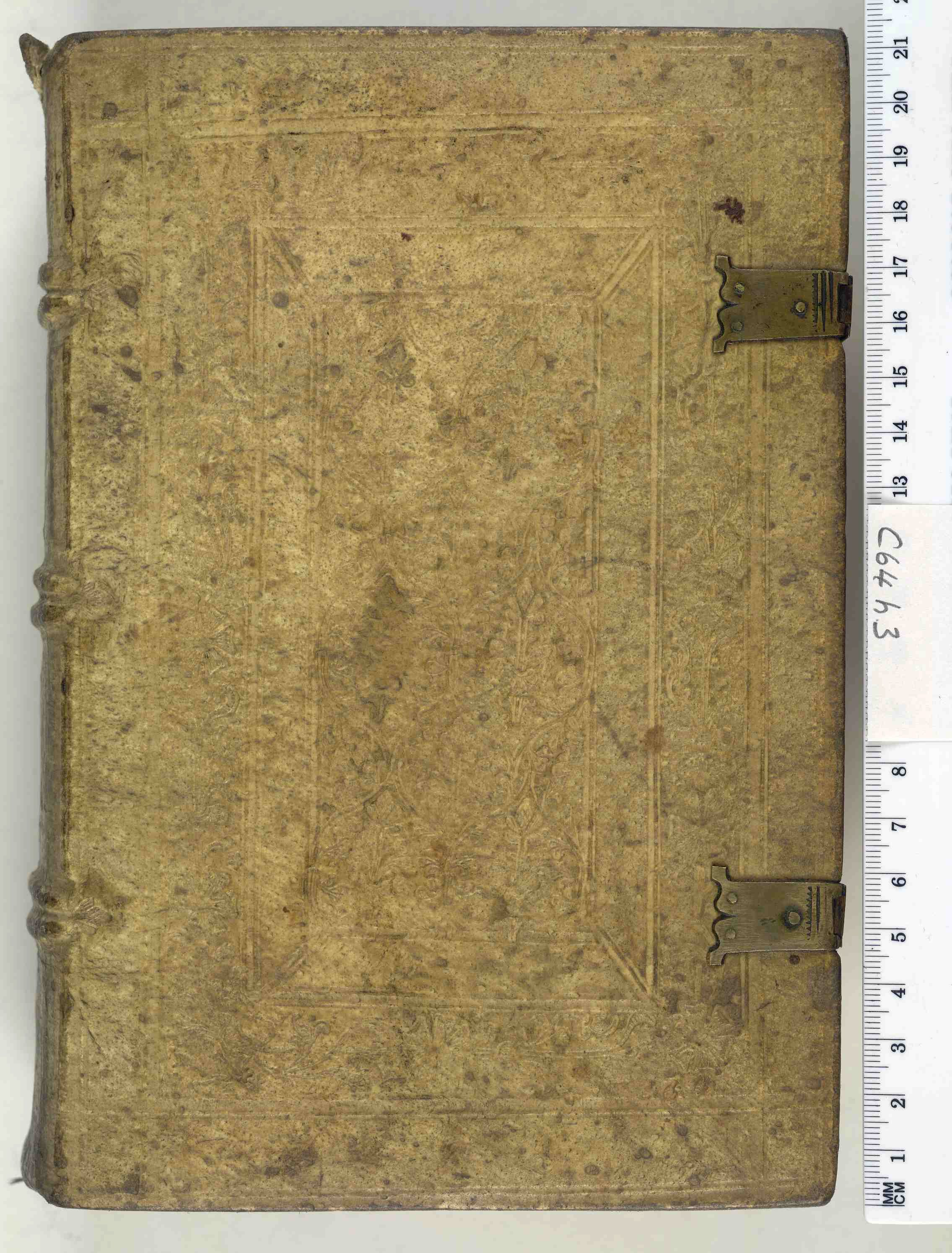
Exemplaire ancien des Sermons de Jean Raulin, XVIe siècle, reliure en peau de porc tannée à l'alun, conservé à la British Library, Londres.

Jean Raulin (né en 1443 à Toul; mort en 1514 à Paris) est un prédicateur français, auteur de sermons et de lettres et réformateur des Bénédictins.

## Biographie
Il dirigea à partir de 1481 le collège de Navarre qu'il quitte à 54 ans, en 1497 pour entrer comme novice à l'abbaye de Cluny qu'il réforma. 
On a de lui, entre autres ouvrages, un recueil de Sermons (Paris, chez Jehan Petit, 1511). 
La Fontaine emprunta au quatorzième sermon de la pénitence de Raulin le sujet de sa fable Les Animaux malades de la peste.

## Source
Marie-Nicolas Bouillet  et Alexis Chassang (dir.), « Jean Raulin » dans Dictionnaire universel d’histoire et de géographie, 1878 (lire sur Wikisource)